# La donna perduta (film 1921)
La donna perduta è un film muto italiano del 1921 diretto da Guglielmo Zorzi.